# (34808) Bocosur
(34808) Bocosur es un asteroide perteneciente al cinturón de asteroides, descubierto el 19 de septiembre de 2001 por el equipo del Lowell Observatory Near-Earth-Object Search desde la Estación Anderson Mesa (condado de Coconino, cerca de Flagstaff, Arizona, Estados Unidos).

## Designación y nombre
Designado provisionalmente como 2001 SY73. Fue nombrado en referencia a BOCOSUR (Bólidos del Cono Sur) es la red uruguaya de cámaras all-sky para la detección de meteoros. La red cuenta con más de 20 estaciones instaladas en los techos de las Escuelas Secundarias que cubren la totalidad de Uruguay. Las escuelas secundarias y los maestros contribuyen al mantenimiento y análisis de los datos.

## Características orbitales
Bocosur está situado a una distancia media del Sol de 3,121 ua, pudiendo alejarse hasta 3,240 ua y acercarse hasta 3,002 ua. Su excentricidad es 0,038 y la inclinación orbital 9,965 grados. Emplea 2014,28 días en completar una órbita alrededor del Sol.
Los próximos acercamientos a la órbita de Júpiter ocurrirán el 13 de junio de 2034, el 18 de febrero de 2096 y el 24 de abril de 2106.
Pertenece a la familia de asteroides de (221) Eos.

## Características físicas
La magnitud absoluta de Bocosur es 14,35. Tiene 5,949 km de diámetro y su albedo se estima en 0,125.